# Dan Torelli
 (décembre 2011).
Daniel Torelli (dit Jeezi, Chizel ou Dan) est né un 7 août à Philadelphie en Pennsylvanie. Il est le batteur du groupe américain Madina Lake.

## Son enfance
Il a grandi à West Grove, en Pennsylvanie. Ses parents sont musiciens, sa mère est pianiste et son père a fait un peu de batterie. Il a commencé les cours de piano vers sept ans, puis la batterie vers dix ans. Il a débuté chez un ami, qui avait un set de batterie et qui le lui a finalement offert. Il a par la suite pris des cours de batterie et a fait partie d'un groupe de jazz au lycée.

## Influences
Il a essentiellement été inspiré par Lars Ulrich (Metallica), Will Calhoun (Living Color, Stewart Copeland (The Police), Chad Smith (Red Hot Chili Peppers) ou encore Mike Portnoy (Dream Theater). Le premier cd qu'il a acheté est ...And Justice for All de Metallica. Sa plus grande influence est Nine Inch Nails.

## Carrière
Il a tout d'abord été batteur au sein du groupe Reforma, avec Mateo Camargo (guitariste). Ils ont par la suite rencontré Nathan et Matthew Leone qui faisaient partie du groupe The Blank Theory, dissout quelque temps plus tard. Ils formèrent Madina Lake en 2005.

### Set
Il utilise une batterie Tama Star Classic :
- une caisse claire signature Stewart Copeland et une signature Kenny Aronoff 5.5" x 14"
- un tom medium 8"x12"
- une grosse caisse 18" x 22"
- deux toms basse 14" & 16" et/ou 16" & 18"

Il utilise des cymbales Sabian : 
- charley 14" AAXcelerator
- une cymbale chinoise MaxStax 12"/14" signature Mike Portnoy
- des cymbales crash 18", 19" et 20"
- une cymbale ride 21" HHX
- une cymbale splash Neil Peart 8" Paragon
- une cymbale crash Sabian 20" Ozone

Il utilise des baguettes Vic Firth signature Dan Torelli ainsi que des peaux Evans G2s et Evans EQ3.
Il place parfois une de ses cymbales à la verticale comme le faisait Chad Smith (Red Hot Chili Peppers).